# Antonio Neumane
Antonio Neumane Marno (Córcega, 13 de junio de 1818 — Quito, 3 de marzo de 1871) fue un compositor, pianista y director de orquesta francés de origen alemán, autor de la música del Himno Nacional del Ecuador.

## Biografía
Nació en la isla de Córcega el 13 de junio de 1818, hijo de los alemanes Sr. Serafín Neumane y de la Sra. Margarita Marno. Desde muy joven se despertó en él una marcada vocación musical. 
Estudió música en la Universidad de Música y Arte Dramático de Viena, Austria, a pesar de que sus padres deseaban que estudiara la carrera de medicina. En 1834 se trasladó a Milán, Italia, donde se desempeñó como licenciado en una academia de música. Tres años después regresó a Australia, donde se casó, pero pocos años después de la boda enviudó. Años más tarde contrajo matrimonio con la soprano italiana Idálide Turrí en la ciudad de Turín (Italia). El emperador Fernando I de Austria lo condecoró por la composición de algunos arreglos para la cantante de ópera María Malibrán.
Luego de recorrer varios países de América como director de la orquesta de una compañía de ópera, llegó al Ecuador en el año 1841, donde se radicó junto a su esposa y donde nacieron sus hijos, permaneciendo durante diez años. En 1851 se ausentó a Europa, pero al año siguiente volvió para establecerse definitivamente en Guayaquil, donde fundó una Academia de Música.
Vivía en el tradicional barrio de Las Peñas cuando a principios de 1866, y a solicitud de la Cámara del Senado, compuso la música y escribió las partituras para el Himno Nacional del Ecuador, basándose en los versos que para tal efecto habían sido escritos por el gran poeta ambateño Juan León Mera.
Posteriormente viajó a Quito llamado por el presidente García Moreno, con cuyo apoyo fundó, el 28 de febrero de 1870, el Conservatorio de Música de Quito, del cual fue su primer Director hasta el día de su muerte, ocurrida el 3 de marzo de 1871.

## Fallecimiento
Antonio Neumane murió en Quito, el 3 de marzo de 1871 en el Conservatorio de Música. Sus restos fueron trasladados a Guayaquil siendo depositados en la Plaza San Francisco, donde fueron destruidos por el Gran Incendio de Guayaquil en 1896. Su muerte fue un gran escándalo en el país.

## Obra
Es conocido por componer el himno nacional del Ecuador junto con Juan Leon Mera. Los documentos de otras obras suyas se perdieron en el Gran Incendio de Guayaquil de 1896. Pero hay algunas obras que sí sobrevivieron a la catástrofe, tales como "Nocturno para Fagot"; "La suite ecuatoriana" o la alegría orquestal "Perdón". Una de sus obras más conocidas es "Pour une dame"; que traducido al español significa: Para una dama.